# Великая Патани
Великая Патани (малайск. Patani, также иногда Патани Райя) — термин, описывающий регион в Южном Таиланде, куда входят провинции Паттани, Яла (Джала), Наратхиват (Менара), части Сонгкхлы (Синггора) и Сатуна (Сетул), а также существенная часть севера современной Малайзии.
Исторически, подобно многим малым малайским королевствам, таким как Синггора (Сонгкхла), Лигор (Накхонситхаммарат) и Лингга (около Сурат Тани), платила дань завоевавшей их Аюттхайе, так как были малайскими королевствами. Паттани не было последним из этих королевств, которые будут порабощены и поглощены Сиамом. Сепаратистское движение Объединённая организация освобождения Патани борется за создание малайско-исламского государства Патани Даруссалам, охватывая эти три провинции. Эта кампания набрала оборот в последние годы, призывая к государственному мятежу весь Южный Таиланд, однако пока это закончилось лишь введением военного положения.